# كارين ليندبرغ
كارين ليندبرغ (بالسويدية: Karin Lindberg)‏ هي لاعبة جمباز فني سويدية، ولدت في 6 أكتوبر 1929 في كليكس في السويد.

## وصلات خارجية
- كارين ليندبرغ على موقع اللجنة الأولمبية الدولية (الإنجليزية)
- كارين ليندبرغ على موقع أوليمبيديا (الإنجليزية)
- كارين ليندبرغ على موقع اللجنة الأولمبية السويدية (السويدية)